# クチ・ソクンピアク
クチ・ソクンピアク（Kouch Sokumpheak、1987年2月15日 - ）は、カンボジア・リーグのナガワールドFCに所属するサッカー選手。現カンボジア代表副主将。ポジションはFW。

## 個人成績

### 代表
| #  | 日附          | 場所         | 対戦相手   | 得点 | 結果 | 大会                                   |
| -- | ------------- | ------------ | ---------- | ---- | ---- | -------------------------------------- |
| 1. | 2006年4月6日  | ダッカ       | グアム     | 3–0  | 勝   | AFCチャレンジカップ2006                |
| 2. | 2008年12月7日 | ジャカルタ   | ミャンマー | 2–3  | 敗   | 2008 AFFスズキカップ                   |
| 3. | 2011年3月25日 | マレ         | キルギス   | 3–4  | 敗   | AFCチャレンジカップ2012                |
| 4. | 2011年3月25日 | マレ         | キルギス   | 3–4  | 敗   | AFCチャレンジカップ2012                |
| 5. | 2011年6月29日 | プノンペン   | ラオス     | 4–2  | 勝   | 2014 FIFAワールドカップ・アジア1次予選 |
| 6. | 2011年7月3日  | ビエンチャン | ラオス     | 2–6  | 敗   | 2014 FIFAワールドカップ・アジア1次予選 |

## タイトル

### クラブ
ケマラ・ケイラ
- フン・セン・カップ: 2007
- AFCプレジデンツカップ2006: 準決勝進出

プノンペン・クラウン
- カンボジア・リーグ: 2011, 2014
- AFCプレジデンツカップ2011: 準優勝

### 個人
- フン・セン・カップゴールデンブーツ: 2007, 2009, 2010